# Csabrendek
Csabrendek là một thị trấn thuộc hạt Veszprém, Hungary. Thị trấn này có diện tích 44,94 km², dân số năm 2010 là 3041 người, mật độ 68 người/km².